# Coupe de Biélorussie de football 1992-1993
Navigation
Coupe de Biélorussie 1992 Coupe de Biélorussie 1993-1994
La Coupe de Biélorussie 1992-1993 est la 2e édition de la Coupe de Biélorussie de football depuis la prise d'indépendance du pays en 1991. Elle prend place entre le 24 septembre 1992 et le 22 juin 1993, date de la finale au stade Dinamo de Minsk.
Un total de 43 équipes prennent part à la compétition, parmi lesquelles l'intégralité des participants à la première division 1992-1993 auquel s'ajoute treize clubs de deuxième division et treize autres du troisième échelon.
Le Nioman Hrodna remporte sa première coupe nationale à l'issue de la compétition au détriment du Vedrytch Retchytsa. Cette victoire permet au club de se qualifier pour le tour préliminaire de la Coupe des coupes 1993-1994.

## Premier tour
| Date              | Locaux                         | Score                | Visiteurs                    |
| ----------------- | ------------------------------ | -------------------- | ---------------------------- |
| 24 septembre 1992 | Belarus Marina Horka (D2)      | 2 - 0                | (D2) Polessié Mazyr          |
| 24 septembre 1992 | Oressa Liouban (D3)            | 3 - 2                | (D3) Viktoria Kletsk         |
| 24 septembre 1992 | Stroïtel Biaroza (D3)          | 2 - 5                | (D2) AFVIS-RCVSM Minsk       |
| 24 septembre 1992 | Legmach Orcha (D3)             | 3 - 2                | (D3) Tekhnolog Ivatsevitchy  |
| 24 septembre 1992 | Kardan-Flaïers Hrodna (D3)     | 0 - 4                | (D2) Chinnik Babrouïsk       |
| 24 septembre 1992 | Kolos Voustse (D2)             | 1 - 2                | (D2) Kommounalnik Pinsk      |
| 24 septembre 1992 | Elektromodoul Maladetchna (D3) | 0 - 2                | (D3) Derevoobrabotchik Masty |
| 24 septembre 1992 | Ataka-407 Minsk (D3)           | 0 - 2                | (D3) Naftan Novopolotsk      |
| 24 septembre 1992 | Khimik Svietlahorsk (D2)       | 2 - 2 ap (4 - 2 tab) | (D2) Albertine Slonim        |
| 24 septembre 1992 | Zaria Iazyl (D3)               | forfait              | (D3) Spartak Chklow          |
| 30 septembre 1992 | Belarus Minsk (D1)             | 1 - 0                | (D2) Smena Minsk             |

## Seizièmes de finale
| Date           | Locaux                                       | Score                | Visiteurs                    |
| -------------- | -------------------------------------------- | -------------------- | ---------------------------- |
| 7 octobre 1992 | Selmach Mahiliow (D2)                        | 0 - 2                | (D1) Khimik Hrodna           |
| 7 octobre 1992 | Niva-Troudovyé Rezervy Samakhvalavitchy (D2) | 0 - 2                | (D1) Stroïtel Staryïa Darohi |
| 7 octobre 1992 | Homselmach Homiel (D1)                       | 8 - 0                | (D2) Belarus Marina Horka    |
| 7 octobre 1992 | Dniepr Mahiliow (D1)                         | 3 - 2                | (D1) Belarus Minsk           |
| 7 octobre 1992 | Oressa Liouban (D2)                          | 3 - 2                | (D1) Traktor Babrouïsk       |
| 7 octobre 1992 | AFVIS-RCVSM Minsk (D2)                       | 0 - 8                | (D1) Dinamo Minsk            |
| 7 octobre 1992 | Belaz Jodzina (D1)                           | 5 - 0                | (D3) Legmach Orcha           |
| 7 octobre 1992 | Kommounalnik Pinsk (D2)                      | 3 - 1                | (D1) Torpedo Minsk           |
| 7 octobre 1992 | Chinnik Babrouïsk (D2)                       | 0 - 0 ap (3 - 4 tab) | (D1) Lokomotiv Vitebsk       |
| 7 octobre 1992 | Derevoobrabotchik Masty (D3)                 | 1 - 0                | (D1) Chakhtior Salihorsk     |
| 7 octobre 1992 | Naftan Novopolotsk (D3)                      | 2 - 0                | (D1) Obouvchtchik Lida       |
| 7 octobre 1992 | Vedrytch Retchytsa (D1)                      | forfait              | (D3) Zaria Iazyl             |
| 7 octobre 1992 | KIM Vitebsk (D1)                             | 5 - 0                | (D2) Khimik Svietlahorsk     |
| 7 octobre 1992 | Nioman Stowbtsy (D2)                         | 0 - 6                | (D1) Torpedo Mahiliow        |
| 7 octobre 1992 | Brestbytkhim Brest (D3)                      | 1 - 2 ap             | (D1) Metallourg Maladetchna  |
| 7 octobre 1992 | Stankostroïtel Smarhon (D2)                  | 0 - 3                | (D1) Dinamo Brest            |

## Huitièmes de finale
| Date            | Locaux                       | Score                 | Visiteurs                   |
| --------------- | ---------------------------- | --------------------- | --------------------------- |
| 14 octobre 1992 | Stroïtel Staryïa Darohi (D1) | 2 - 3 ap              | (D1) Khimik Hrodna          |
| 14 octobre 1992 | Dniepr Mahiliow (D1)         | 2 - 0                 | (D1) Homselmach Homiel      |
| 14 octobre 1992 | Oressa Liouban (D3)          | 0 - 5                 | (D1) Chakhtior Salihorsk    |
| 14 octobre 1992 | Lokomotiv Vitebsk (D1)       | 1 - 0                 | (D1) Belaz Jodzina          |
| 14 octobre 1992 | Derevoobrabotchik Masty (D3) | 1 - 3                 | (D2) Kommounalnik Pinsk     |
| 14 octobre 1992 | Naftan Novopolotsk (D3)      | 1 - 2                 | (D1) Vedrytch Retchytsa     |
| 14 octobre 1992 | Dinamo Brest (D1)            | 1 - 1 ap (9 - 10 tab) | (D1) Metallourg Maladetchna |
| 14 octobre 1992 | Torpedo Mahiliow (D1)        | 1 - 3                 | (D1) KIM Vitebsk            |

## Quarts de finale
Les matchs aller sont joués le 21 octobre 1992 tandis que les matchs retour sont joués le 5 novembre 1992.
| Équipe 1                    | Score  | Équipe 2                | Aller | Retour |
| --------------------------- | ------ | ----------------------- | ----- | ------ |
| Nioman Hrodna (D1)          | 3 - 2  | (D1) Dniapro Mahiliow   | 0 - 1 | 3 - 1  |
| Lokomotiv Vitebsk (D1)      | 3 - 10 | (D1) Dinamo Minsk       | 1 - 8 | 2 - 2  |
| Kommounalnik Pinsk (D2)     | 1 - 4  | (D1) Vedrytch Retchytsa | 0 - 1 | 1 - 3  |
| Metallourg Maladetchna (D1) | 1 - 3  | (D1) KIM Vitebsk        | 1 - 0 | 0 - 3  |

## Demi-finales
Les matchs aller sont joués le 24 avril 1993 tandis que les matchs retour sont joués le 2 mai 1993.
| Équipe 1                | Score  | Équipe 2           | Aller | Retour |
| ----------------------- | ------ | ------------------ | ----- | ------ |
| Dinamo Minsk (D1)       | 4 - 4E | (D1) Nioman Hrodna | 2 - 3 | 2 - 1  |
| Vedrytch Retchytsa (D2) | 3 - 1  | (D1) KIM Vitebsk   | 2 - 0 | 1 - 1  |

## Finale
| Entraîneur :         |
| Stanislav Vlasevitch |

| Entraîneur :         |
| Guennadi Abramovitch |

| Entraîneur :         |
| Stanislav Vlasevitch |

| Entraîneur :         |
| Guennadi Abramovitch |